# ريك ويلسون (لاعب هوكي الجليد)
ريك ويلسون هو لاعب هوكي الجليد كندي، ولد في 10 أغسطس 1950 في برينس ألبرت في كندا.

## وصلات خارجية
- ريك ويلسون على موقع دوري الهوكي الوطني (الإنجليزية)
- ريك ويلسون على موقع EliteProspects.com (الإنجليزية)
- ريك ويلسون على موقع HockeyDB.com (الإنجليزية)
- ريك ويلسون على موقع Hockey-Reference.com (الإنجليزية)